# Faleniu
Faleniu – wieś w Samoa Amerykańskim, w Dystrykcie Zachodnim, na wyspie Tutuila. Według danych na rok 2010 liczyło 1898 mieszkańców.